# Comunitat Amijai
La Comunitat Amijai és una congregació religiosa del judaisme conservador argentí a Buenos Aires.

## Història

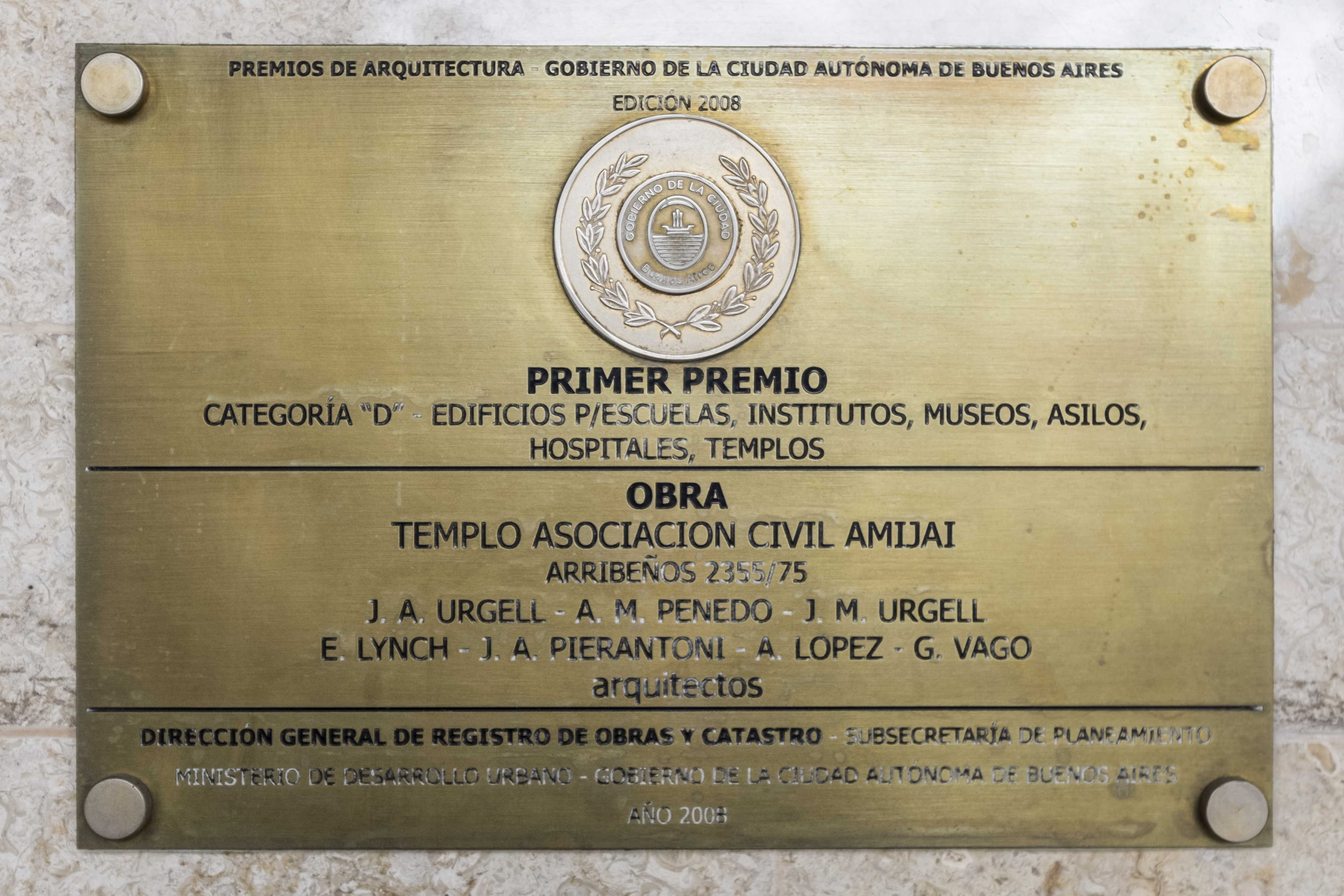
Placa amb el Premi, al capdavant de l'edifici la Comunitat Amijai a Buenos Aires

En 1993 diverses famílies jueves de Buenos Aires que viuen al barri de Belgrano van decidir fundar una nova comunitat masortí i van triar a Darío Feiguin com el seu rabí. El nom que li van posar, Amijai, significa «El meu poble viu» en hebreu.
Durant els primers temps llogaven en el Seminari Rabínic Llatinoamericà per realitzar els seus serveis religiosos. En 2001, gràcies a la donació del capital de l'empresari Natalio Garber, ex amo de Musimundo, van comprar una antiga fàbrica de caixes fortes al costat del barri xinès per construir una seu pròpia.
Per a la construcció de l'edifici es va convocar, en 2002, a l'estudi Urgell-Penedo-Urgell, guanyador del Premi Konex d'Arquitectura 2002-2006. L'obra va trigar 16 mesos i van col·laborar diversos arquitectes diferents. La idea era construir alguna cosa segura a prova de bombes després del trauma per a la comunitat judeo-argentina de l'atemptat a l'AMIA i el temor a nous atacs.
En el terreny es troben dos sectors ben definits i diferenciats. Endavant es troba la seu social, després uns grans jardins arbrats i, enrere, al fons, en el mig del terreny, el temple.
El total de la superfície coberta és de 3.500 m². En la planta baixa està el menjador comunitari, diversos parcs que inclouen jocs per a nens, un petit temple vidriat, banys, i al fons el temple principal. En els pisos superiors van construir aules per a estudiants, l'espai per a les oficines administratives i la del rabi, una biblioteca i espais per a reunions. L'edifici està construït amb formigó armat a la vista. En total es tracta d'una forma única amb una biga en forma de "V" amb 25 metres de llum lliure que sosté el sostre de formigó postesat organitzant l'espai principal en dues zones ben diferenciades que abasta, en la planta baixa, una gran zona lliure sobre estaques.
El temple principal és utilitzat com a auditori per a concerts perquè té una acústica comparable als millors teatres del món.
En 2004 va ser inaugurat el nou edifici.
En 2008 l'edifici va guanyar el Primer Premi d'Arquitectura atorgat pel Govern de la Ciutat Autònoma de Buenos Aires a les millors obres arquitectòniques de la ciutat.
Les portes del temple principal van ser realitzades en bronze natural. L'altar va ser tallat en fusta i les seves peces van ser realitzades per reconeguts artistes plàstics. En ell caben 900 persones assegudes i més del doble dempeus.L'obra arquitectònica va ser seleccionada per participar de l'exposició de la Biennal de Venècia de 2012 i va formar part del lliuro catàleg d'art i arquitectura d'aquest any.

## Ideari
Amijai es dedica a l'estudi de la Torà. El menjar que se serveix respecta el kashrut. A l'ésser una sinagoga conservadora les dones posseeixen els mateixos drets i deures que els homes. Les dones expliquen pel minián, cuórum mínim de deu adults requerits per a la realització de les cerimònies, i són cridades a la Torà durant els serveis religiosos, quan els rotllos de la Torà són trets per a la seva lectura. Les dones poden, si volen usar talit, posar-se tefil·lín i usar kipá, igual que els homes. També s'accepta la donació d'òrgans i es considera una gran mitzvá. Segons la pròpia congregació «creiem en un judaisme lluny de la comoditat burgesa, la ignorància, l'individualisme, la compulsió i la por».
Amijai considera que «al món en què vivim és imprescindible educar i educar-nos en relació amb la cura i la preservació del medi ambient». És per això que existeix una àrea d'ecologia que ensenya als fidels a preservar la naturalesa i reciclar les escombraries. A Amijai es realitzen tallers educatius per a nens i joves amb relació a cura dels animals i el medi ambient. En 2012 es va concretar un acord amb la Cooperativa de cartoners El Ceibo RSU, els quals, cada setmana passen a buscar materials reciclables com a ampolles de vidre, plàstics, cartó, paper i llaunes.
Hi ha classes de gimnàstica, un cor, un cicle de cinema amb debat i grups de reflexió per a dones.
A l'espai solidari es realitza tzedakah, organitzant col·lectes solidàries mensuals, col·laborant amb l'ONG Somriures en la localitat d'Esteban Echeverría i amb un menjador popular comunitari a la seu, que rep a indigents i gent de baixos recursos. A l'hivern es fan col·lectes solidàries de flassades, embuatats i roba d'abrigar per a persones en situació de vulnerabilitat social.
La joventut té diferents activitats esportives, grups educatius, organitza activitats solidàries, campaments per a nens i per a adults, i tallers de música i d'art. A més existeix una escola de madrijim o líders comunitaris. També hi ha cursos d'introducció al judaisme, Talmud Torà, d'hebreu, de kábala Es realitzen casaments, cerimònies de Brit Milá, Simjá Bat, Simjat Torà i Benei Mitzvá. Hi ha una Mikve, l'espai on es realitzen els banys de purificació, es realitza el Kadish, els serveis de kabalat shabat i se celebren totes les festivitats jueves.
Existeix un Departament de Joventut, un Departament d'Adults i grups d'adults majors. L'activitat cultural és permanent i es donen tota mena de conferències culturals. Moltes de les activitats i concerts són a benefici de diferents entitats.Amijai recolza al moviment ecumènic argentí i participa en el pla nacional d'igualtat cultural.
| « | La nostra missió és promoure el creixement espiritual i el benestar general dels seus membres fent-los millors persones, mitjançant l'acceptació del pacte de ser socis amb Déu en la recreació d'un Món millor (Tikun Olam), complint amb els preceptes (Mitsvot), les costums i les tradicions jueves d'acord amb la interpretació masortí, estudiant i practicant la Torà i els seus valors sagrats, acompanyant els seus membres en els rits de passatge, en un marc igualitari i inclusiu de religiositat, respecte i harmonia, i amb un profund compromís amb la societat argentina en general, amb l'Estat d'Israel i amb el poble jueu. | » |

El rabí Alejandro Avruj, va viatjar, en 2014, per acompanyar al Papa Francesc en el viatge interreligiós de visita a l'Orient Mitjà. El rabí d'Amijai, qui té una relació amb Jorge Bergoglio des de fa anys perquè ha realitzat treball social sota la seva mirada, va ser convidat a participar de la delegació que va acompanyar al Papa en tot el seu recorregut per Terra Santa.

## Art i cultura
Durant la construcció de l'edifici es va decidir cridar a concurs per al disseny i la construcció d'un «Arbre de la Vida» (Etz Chaim) amb la finalitat d'honrar la memòria dels éssers estimats. Els concursants van presentar els seus dissenys en sobres tancats sota un pseudònim. El jurat va triar, sense saber a qui pertanyia, el projecte de Clorindo Testa que embelleix el jardí del temple. Aquesta obra d'art té com a finalitat perpetuar la memòria dels familiars estimats morts a través de cadascuna de les seves fulles de bronze sota la llum de la flama eterna que queda sempre encesa.
Amijai considera que «l'art està present en cada cosa que els éssers humans fem i és una eina de transformació de la realitat». Allí es realitzen diferents concursos com, per exemple, de contes solidaris o de música. Amijai creu que «a través de la música s'eleva l'esperit de l'home acostant-ho a Déu». És per això que Amijai és seu d'importants espectacles musicals setmanalment.
Allí hi ha ballet, teatre i concerts acadèmics i populars.
A més hi ha representacions teatrals, espectacles de narracions de contes, dansa clàssica i contemporània, concerts de música clàssica, i concursos musicals internacionals. L'ideari ecumènic fa que s'organitzin actes, trobades, conferències, concerts i festivals basats en els valors ètics, religiosos i de tradició popular per a la commemoració i recuperació de la unitat de les diferents confessions religioses.
Tot mena de música és acceptada: jazz, música klezmer, sarsuela, tango, música clàssica, concerts de cambra, folklore, rock, concerts ecumènics, música country, i òpera.
Un dels seus principals actius musicals és un piano Steinway de principis del segle xix, donació d'un mecenes anònim. A Amijai s'han presentat, entre d'altres, artistes de la talla de Darío Volonté, Daniel Barenboim, Luis Alberto Spinetta, la Camerata Bariloche, Pinchas Zukerman, l'Orquestra Nacional de Rússia, The Harlem Opera Theater, l'Orquestra Simfònica Juvenil de la Província de Hessen a Alemanya, la Kammerphilarmonie de Frankfurt, Martha Argerich, Sandra Mihanovich, Bruno Gelber, l'Orquestra israeliana Netanya Kibbutz, The Big Town Blues Boys, l'orquestra de cambra Virtuosi di Praga, Víctor Torres, la Opal Sinfonietta de Boulogne-sud-Mer, França, l'Orquestra Juan de Déu Filiberto, el Trio Guarneri de Praga, Atilio Stampone, Hermeto Pascoal, el Chango Spasiuk, l'Orquestra Simfònica de Salta, Oscar Araiz, els Zukerman Chamber Players, l'Orquestra Da Vinci, l'Orquestra Filharmònica dels Kibutzim d'Israel, Jaime Torres, l'Assembli de Madrid, Cecilia Milone, Estudi Coral de Buenos Aires, Pedro Aznar, el Duo Amal integrat pels pianistes Bishara Haroni, palestí i Yaron Kohlberg, israelià, l'Orquestra Estudiantil de Buenos Aires, el Ballet Folcklòric Nacional Argentí i la Camerata de la Universitat Catòlica de Salta.
En 2008, els cicles «Grans Virtuosos del Violí» van ser destacats com els fets de major transcendència de l'any per l'Associació de Crítics Musicals de l'Argentina. Allí es realitza el Concurs Internacional de Violí de Buenos Aires amb l'auspici de Mecenatge Cultural de la Ciutat de Buenos Aires i la Secretaria de Cultura de la Presidència de la Nació.
Amijai dona suport a la pau entre palestins i jueus. Organitza i promou recitals i concerts amb artistes jueus i palestins en conjunt.